# گمراه (فیلم ۱۹۶۳)
«گمراه» (هندی: गुमराह) فیلمی هندی است که در سال ۱۹۶۳ منتشر شد. از بازیگران آن می‌توان به سونیل دات، آشوک کومار و مالا سینها اشاره کرد.